# Alūksne (distrito)
Alūksne (letão: Alūksnes rajons) é um distrito localizado no nordeste da Letônia, na região de Vidzeme. Sua capital e cidade principal é Alūksne.
Seus limites são: Estónia (103,8 km), Rússia (46.4 km), Valka (51.7 km), Gulbene (98.1 km) e Balvi (57.4 km).